# Nadia Ferreira
Nadia Tamara Ferreira (Vila Rica, 10 de maio de 1999) é uma modelo e rainha da beleza paraguaia que foi escolhida Miss Universo Paraguai 2021, com isto tendo representado seu país no Miss Universo 2021, onde terminou em 2º lugar, atrás apenas da indiana Harnaaz Sandhu.
Ferreira já havia sido coroada Miss Teen Universe Paraguay 2015 e ficado em 4º lugar no Miss Teen Universe 2015.
Está casada, desde janeiro de 2023, com o cantor Marc Anthony, com quem espera seu primeiro filho. 

## Biografia
Ferreira nasceu em Villarrica, no Paraguai, e com apenas 8 meses de idade passou por uma cirurgia para corrigir um problema de torcicolo. Antes de participar do Miss Universo, ela morava no México há dois anos, país que considerava sua "segunda casa', reporta a revista People.   

### Carreira como modelo
Ferreira estreou em um comercial da Patrol Jeans e outras campanhas publicitárias.
Em um desfile de moda de Assunção, seu vestido de seda escorregou e descobriu seu peito, atraindo a atenção da mídia. Ela disse que não seria profissional arrumar seu vestido enquanto caminhava, então continuou desfilando. 
Ela já desfilou em várias ocasiões, incluindo na New York Fashion Week, gerando polêmica na mídia local e internacional, tanto de apoiadores quanto de críticos.
Ela também participou de desfiles de moda em Milão, Santiago, Paris, Brasil, Uruguai e Paraguai. 
Em 2018, fechou contrato com a agência de modelos Wilhelmina, famosa por agenciar celebridades como Nicki Minaj, Demi Lovato e Nick Jonas. 
Em março de 2019, ela postou uma nova foto em sua conta do Instagram anunciando que havia sido selecionada para aparecer no Cosmo Fashion Night na Cidade do México. Na foto, ela foi vista caminhando ao lado de músicos mariachi.
Em 9 de setembro de 2021, ela tropeçou nos saltos altos e quase caiu durante o desfile de moda Custo Barcelona Spring/Summer 2022, realizado como parte da New York Fashion Week. O incidente foi amplamente divulgado na mídia e vários comentaristas se perguntaram se ela havia se ferido, levando-a a declarar oficialmente que tinha apenas arranhões superficiais (e um ego machucado).

#### Aparições na semana da moda
- New York Fashion Week
- Milan Fashion Week
- Paris Fashion Week
- Santiago Fashion Week
- Qatar Fashion Week
- Asunción Fashion Week

### Carreira na televisão
Ferreira se tornou uma celebridade local aos 15 anos, após sua participação no programa Parodiando, da Telefuturo, um programa de televisão de 2015 em que os participantes faziam paródias de cantores famosos, quando ela imitou artistas como Taylor Swift e Violetta.

### Concurso de beleza
Em 2015, Ferreira representou Guairá no Miss Teen Universo Paraguai 2015 e acabou conquistando o título. Ela representou seu país no Miss Teen Universe 2015, que foi realizado na Guatemala, e ficou em 4º lugar. Em 31 de agosto de 2021 Ferreira foi escolhida Miss Universo Paraguai 2021. Ferreira então representou o Paraguai no concurso Miss Universo 2021 em Eilat, Israel, ficando com o 2º lugar, a melhor colocação para o país na história do concurso até hoje (fevereiro de 2023). 